# Siouville-Hague
Siouville-Hague és un municipi francès situat al departament de la Manche i a la regió de Normandia. L'any 2007 tenia 1.092 habitants.

## Demografia

### Població
El 2007 la població de fet de Siouville-Hague era de 1.092 persones. Hi havia 450 famílies de les quals 137 eren unipersonals (102 homes vivint sols i 35 dones vivint soles), 137 parelles sense fills, 145 parelles amb fills i 31 famílies monoparentals amb fills.
La població ha evolucionat segons el següent gràfic:
Habitants censats

### Habitatges
El 2007 hi havia 735 habitatges, 474 eren l'habitatge principal de la família, 200 eren segones residències i 61 estaven desocupats. 561 eren cases i 68 eren apartaments. Dels 474 habitatges principals, 282 estaven ocupats pels seus propietaris, 184 estaven llogats i ocupats pels llogaters i 8 estaven cedits a títol gratuït; 12 tenien una cambra, 34 en tenien dues, 107 en tenien tres, 142 en tenien quatre i 179 en tenien cinc o més. 364 habitatges disposaven pel capbaix d'una plaça de pàrquing. A 212 habitatges hi havia un automòbil i a 234 n'hi havia dos o més.

### Piràmide de població
La piràmide de població per edats i sexe el 2009 era:
| Homes | Edats   | Dones |
| ----- | ------- | ----- |
| 0     | 95 o +  | 0     |
| 0     | 90 a 94 | 0     |
| 0     | 85 a 89 | 8     |
| 0     | 80 a 84 | 4     |
| 16    | 75 a 79 | 16    |
| 20    | 70 a 74 | 12    |
| 8     | 65 a 69 | 8     |
| 28    | 60 a 64 | 20    |
| 36    | 55 a 59 | 28    |
| 36    | 50 a 54 | 36    |
| 28    | 45 a 49 | 20    |
| 40    | 40 a 44 | 20    |
| 52    | 35 a 39 | 56    |
| 40    | 30 a 34 | 44    |
| 28    | 25 a 29 | 44    |
| 28    | 20 a 24 | 32    |
| 44    | 15 a 19 | 24    |
| 48    | 10 a 14 | 20    |
| 40    | 5 a 9   | 28    |
| 28    | 0 a 4   | 28    |

## Economia
El 2007 la població en edat de treballar era de 745 persones, 560 eren actives i 185 eren inactives. De les 560 persones actives 501 estaven ocupades (311 homes i 190 dones) i 58 estaven aturades (25 homes i 33 dones). De les 185 persones inactives 70 estaven jubilades, 47 estaven estudiant i 68 estaven classificades com a «altres inactius».

### Ingressos
El 2009 a Siouville-Hague hi havia 423 unitats fiscals que integraven 1.035 persones, la mediana anual d'ingressos fiscals per persona era de 18.543 €.

### Activitats econòmiques
Dels 24 establiments que hi havia el 2007, 2 eren d'empreses alimentàries, 2 d'empreses de fabricació d'altres productes industrials, 3 d'empreses de construcció, 1 d'una empresa de transport, 5 d'empreses d'hostatgeria i restauració, 1 d'una empresa immobiliària, 4 d'empreses de serveis, 4 d'entitats de l'administració pública i 2 d'empreses classificades com a «altres activitats de serveis».
Dels 6 establiments de servei als particulars que hi havia el 2009, 1 era un paleta, 1 fusteria, 1 perruqueria i 3 restaurants.
Dels 2 establiments comercials que hi havia el 2009, 1 era una botiga de menys de 120 m² i 1 una fleca.
L'any 2000 a Siouville-Hague hi havia 8 explotacions agrícoles que ocupaven un total de 236 hectàrees.

## Equipaments sanitaris i escolars
L'únic equipament sanitari que hi havia el 2009 era un hospital de tractaments de mitja durada (seguiment i rehabilitació).
El 2009 hi havia una escola elemental.

## Poblacions més properes
El següent diagrama mostra les poblacions més properes.